# Тейлинген
Тейлинген (нид. Teylingen) — община в Нидерландах.
Община Тейлинген расположена в провинции Южная Голландия, севернее Лейдена, в районе-производителе тюльпановых луковиц. Была образована 1 января 2006 года в результате слияния общин Сассенхейм, Ворхаут и Вармонд. Своё название община — Тейлинген — получила по замку с таким именем, руины которого находятся на её территории. Часть её территории приходится на сеть озёр, образовавшихся в результате длившейся на протяжении столетий здесь добычи торфа.
В местечке Сассенхейм находится крупное предприятие фирмы Akzo Nobel. Севернее местечка Вармонд расположен замок Дом Вармонд (Huis te Warmond), перестроенный и получивший свой нынешний вид в XVIII столетии. В Вармонде длительное время жил знаменитый голландский художник Ян Стен.